# Központi csoport (NBA)
A Központi csoport az NBA-ben a Keleti főcsoportban lévő csoport az Atlanti és a Délkeleti csoport mellett. A jelenlegi csoportfelosztások a 2004–05-ös szezon óta érvényesek. Az egyik legerősebb csoportnak tartották, amikor mind az öt csapat bejutott a 2006-os rájátszásba, az utóbbi szezonok során viszont változtak az erőviszonyok.
A csoportban hatalmas rivalizálás folyik a Chicago és a Cleveland, a Chicago és a Detroit, valamint a Detroit és az Indiana között.
Ezenkívül a "Központi csoport" felállása az 1949–50-es szezonban a következő volt: Minneapolis Lakers, Rochester Royals, Chicago Stags, Fort Wayne Zollner Pistons és St. Louis Bombers, a végső győztes Minneapolisszal az élen. Az 1949–50-es szezon Központi csoportja nincs kapcsolatban ezzel a Központi csoporttal, amely 1970-ben kezdődött.

## Csapatok

### Jelenlegi csapatok
- Chicago Bulls (1980–)
- Cleveland Cavaliers (1970–)
- Detroit Pistons (Fort Wayne (Zollner)/Detroit Pistons 1949–1970, 1978–)
- Indiana Pacers (1979–)
- Milwaukee Bucks (1980–)

### Korábbi csapatok
- Atlanta Hawks (1970–2004)
- Orlando Magic (1989–1990)
- Capital/Washington Bullets (1974–1978)
- Charlotte/New Orleans Hornets (1990–2004)
- Houston Rockets (1972–1980)
- San Antonio Spurs (1976–1980)
- Rochester/Cincinnati Royals (1949–1972)
- St. Louis Bombers (1946–1950)
- New Orleans Jazz (1974–1979)
- Toronto Raptors (1995–2004)

## Győztesek

### Évenként
- 1970–1971: Baltimore Bullets
- 1971–1972: Baltimore Bullets
- 1972–1973: Baltimore Bullets
- 1973–1974: Capital Bullets
- 1974–1975: Washington Bullets
- 1975–1976: Cleveland Cavaliers
- 1976–1977: Houston Rockets
- 1977–1978: San Antonio Spurs
- 1978–1979: San Antonio Spurs
- 1979–1980: Atlanta Hawks
- 1980–1981: Milwaukee Bucks
- 1981–1982: Milwaukee Bucks
- 1982–1983: Milwaukee Bucks
- 1983–1984: Milwaukee Bucks
- 1984–1985: Milwaukee Bucks
- 1985–1986: Milwaukee Bucks
- 1986–1987: Atlanta Hawks
- 1987–1988: Detroit Pistons
- 1988–1989: Detroit Pistons
- 1989–1990: Detroit Pistons
- 1990–1991: Chicago Bulls
- 1991–1992: Chicago Bulls
- 1992–1993: Chicago Bulls
- 1993–1994: Atlanta Hawks
- 1994–1995: Indiana Pacers
- 1995–1996: Chicago Bulls
- 1996–1997: Chicago Bulls
- 1997–1998: Chicago Bulls
- 1998–1999: Indiana Pacers
- 1999–2000: Indiana Pacers
- 2000–2001: Milwaukee Bucks
- 2001–2002: Detroit Pistons
- 2002–2003: Detroit Pistons
- 2003–2004: Indiana Pacers
- 2004–2005: Detroit Pistons
- 2005–2006: Detroit Pistons
- 2006–2007: Detroit Pistons
- 2007–2008: Detroit Pistons
- 2008–2009: Cleveland Cavaliers
- 2009–2010: Cleveland Cavaliers
- 2010–2011: Chicago Bulls
- 2011–2012: Chicago Bulls
- 2012–2013: Indiana Pacers
- 2013–2014: Indiana Pacers
- 2014–2015: Cleveland Cavaliers
- 2015–2016: Cleveland Cavaliers
- 2016–2017: Cleveland Cavaliers
- 2017–2018: Cleveland Cavaliers
- 2018–2019: Milwaukee Bucks
- 2019–2020: Milwaukee Bucks
- 2020–2021: Milwaukee Bucks
- 2021–2022: Milwaukee Bucks
- 2022–2023: Milwaukee Bucks
- 2023–2024: Milwaukee Bucks
- 2024–2025: Cleveland Cavaliers

### Csapatonként
| ^ | A csapat már nem a csoportban szerepel |

| Csapat                                                                  | Címek | Győztes évek |
| ----------------------------------------------------------------------- | ----- | --- |
| Milwaukee Bucks                                                         | 13    | 1980–1981, 1981–1982, 1982–1983, 1983–1984, 1984–1985, 1985–1986, 2000–2001, 2018–2019, 2019–2020, 2020–2021, 2021–2022, 2022–2023, 2023–2024 |
| Detroit Pistons                                                         | 9     | 1987–1988, 1988–1989, 1989–1990, 2001–2002, 2002–2003, 2004–2005, 2005–2006, 2006–2007, 2007–2008                                             |
| Chicago Bulls                                                           | 8     | 1990–1991, 1991–1992, 1992–1993, 1995–1996, 1996–1997, 1997–1998, 2010–2011, 2011–2012                                                        |
| Cleveland Cavaliers                                                     | 8     | 1975–1976, 2008–2009, 2009–2010, 2014–2015, 2015–2016, 2016–2017, 2017–2018, 2024–2025                                                        |
| Indiana Pacers                                                          | 6     | 1994–1995, 1998–1999, 1999–2000, 2003–2004, 2012–2013, 2013–2014                                                                              |
| Baltimore / Capital / Washington Bullets^ (jelenleg Washington Wizards) | 5     | 1970–1971, 1971–1972, 1972–1973, 1973–1974, 1974–1975                                                                                         |
| Atlanta Hawks^                                                          | 3     | 1979–1980, 1986–1987, 1993–1994 |
| San Antonio Spurs^                                                      | 2     | 1977–1978, 1978–1979 |
| Houston Rockets^                                                        | 1     | 1976–1977 |